# Marcel Kint
Marcel Kint, nacido el 20 de septiembre de 1914 en Zwevegem y fallecido el 23 de marzo de 2002 en Courtrai, fue un ciclista belga.

## Biografía
Marcel Kint fue campeón de Bélgica júnior en 1933 y en categoría profesional en 1939. Fue profesional de 1935 a 1951 y ganó un total de 77 victorias incluido el campeonato del mundo en ruta de 1938 siendo el último vencedor antes de la II Guerra Mundial.

## Palmarés
| 1934 - 1 etapa de la Vuelta a Bélgica 1935 - 1 etapa del Tour de Luxemburgo - Campeonato de Flandes 1936 - 1 etapa del Tour de Francia - 1 etapa de la Vuelta a Bélgica 1937 - Trois villes de beffroi 1938 - Campeonato del Mundo en Ruta - París-Bruselas - 3 etapas del Tour de Francia - Gran Premio de Espéraza - 3.º en el Campeonato de Bégica en Ruta 1939 - Campeonato de Bélgica en Ruta - 2 etapas del Tour de Francia - Gran Premio de la Villa de Zottegem | 1943 - París-Roubaix - Flecha Valona - Tour de Limburgo 1944 - Flecha Valona - Gran Premio Jules Lowie 1945 - Flecha Valona - Circuito de las Ardenas Flamencas– Ichtegem 1946 - 2.º en el Campeonato del Mundo en Ruta 1949 - Gante-Wevelgem - Seis días de Bruselas, con Rik Van Steenbergen - Premio de la Chapelle-lez-Herlaimont 1951 - Elfstedenronde |

## Resultados

### Grandes Vueltas
| Carrera         | 1935 | 1936 | 1937 | 1938 | 1939 | 1940 | 1941 | 1942 | 1943 | 1944 | 1945 | 1946 | 1947 | 1948 | 1949 | 1950 | 1951 |
| --------------- | ---- | ---- | ---- | ---- | ---- | ---- | ---- | ---- | ---- | ---- | ---- | ---- | ---- | ---- | ---- | ---- | ---- |
| Giro de Italia  | -    | -    | -    | -    | -    | -    | X    | X    | X    | X    | X    | -    | -    | -    | -    | -    | Ab.  |
| Tour de Francia | -    | 9.º  | Ab.  | 9.º  | 34.º | X    | X    | X    | X    | X    | X    | X    | -    | -    | Ab.  | -    | -    |
| Vuelta a España | -    | -    | X    | X    | X    | X    | -    | -    | X    | X    | -    | -    | -    | -    | X    | -    | X    |

### Clásicas, Campeonatos y JJ. OO.
| Carrera                | Carrera                | 1933 | 1934 | 1935 | 1936 | 1937 | 1938 | 1939 | 1940 | 1943 | 1944 | 1945 | 1946 | 1947 | 1948 | 1949 | 1950 | 1951 |
| ---------------------- | ---------------------- | ---- | ---- | ---- | ---- | ---- | ---- | ---- | ---- | ---- | ---- | ---- | ---- | ---- | ---- | ---- | ---- | ---- |
| Omloop Het Nieuwsblad  | Omloop Het Nieuwsblad  | X    | X    | X    | X    | X    | X    | X    | X    | X    | X    | —    | —    | —    | —    | —    | —    | 14.º |
| Kuurne-Bruselas-Kuurne | Kuurne-Bruselas-Kuurne | X    | X    | X    | X    | X    | X    | X    | X    | X    | X    | —    | —    | —    | —    | 4.º  | 5.º  | —    |
|                        | Milan San Remo         | —    | —    | —    | —    | —    | —    | —    | X    | —    | X    | X    | —    | —    | 15.º | —    | —    | —    |
| Gante-Wevelgem         | Gante-Wevelgem         | —    | —    | —    | —    | —    | —    | —    | X    | X    | X    | —    | —    | —    | —    | 1.º  | —    | —    |
|                        | Tour de Flandes        | —    | —    | —    | —    | —    | 3.º  | 11.º | X    | 5.º  | 9.º  | —    | 9.º  | —    | —    | —    | —    | —    |
|                        | París-Roubaix          | —    | —    | —    | —    | 14.º | —    | 2.º  | X    | 1.º  | —    | —    | 10.º | —    | —    | 60.º | 10.º | 50.º |
| Flecha Valona          | Flecha Valona          | —    | —    | —    | —    | 2.º  | —    | —    | X    | 1.º  | 1.º  | 1.º  | —    | —    | —    | 20.º | —    | 7.º  |
|                        | Lieja-Bastoña-Lieja    | —    | —    | —    | —    | —    | 2.º  | —    | X    | —    | X    | —    | —    | —    | 28.º | —    | —    | 9.º  |
| París-Tours            | París-Tours            | —    | —    | —    | —    | —    | 7.º  | —    | X    | 8.º  | —    | —    | —    | —    | —    | 15.º | —    | —    |
| Mundial en Ruta        | Mundial en Ruta        | —    | —    | —    | —    | —    | 1.º  | X    | X    | X    | X    | X    | 2.º  | —    | —    | —    | —    | —    |
| Bélgica en Ruta        | Bélgica en Ruta        | —    | —    | —    | 14.º | —    | 3.º  | 1.º  | X    | —    | X    | —    | —    | —    | —    | —    | —    | —    |

-: no participa 

Ab.: abandono 